# Estrella variable cataclísmica

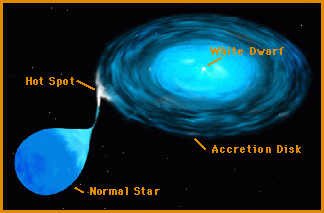
Esquema de una binaria cataclísmica

Una estrella variable cataclísmica es un tipo de estrella variable que experimenta súbitos y espectaculares cambios en su brillo; también existen variables con cambios minúsculos pero rápidos ("centelleo" o flickering), como GP Com, originados por la caída de material en la "mancha caliente" (hot spot) o zona de impacto del disco de acreción. Se pueden diferenciar los siguientes tipos:
- Binarias cataclísmicas, que consisten en un sistema binario compuesto por una enana blanca y una enana roja o naranja de la secuencia principal que se hallan muy próximas. A su vez se subdividen en dos grupos:
  - Grupo no magnético, que incluye las novas enanas como la estrella U Geminorum.
  - Grupo magnético, que incluye las polares —objetos muy polarizados— como AM Herculis, y las polares intermedias como DQ Herculis.

- Algunas clases de estrellas simbióticas, como Z Andromedae.

- Toda clase de supernovas.